# Julika Brandestini
Julika Brandestini (* 1980 in Berlin) ist eine deutsche literarische Übersetzerin.

## Leben
Julika Brandestini studierte nach dem Abitur von 2001 bis 2006 Kulturwissenschaften an der Universität Frankfurt an der Oder.
Sie absolvierte Auslandssemester an Universitäten in Italien, Spanien und Frankreich und schloss ihr Studium 2006 mit dem Diplom in Kulturwissenschaften ab. Anschließend absolvierte sie ein Praktikum und ein Volontariat in diversen Verlagen. Seit 2008 ist sie als freiberufliche Übersetzerin und Verlagslektorin tätig.
Julika Brandestini übersetzt literarische Texte aus dem Italienischen und Englischen ins Deutsche. 2011 erhielt sie den Nachwuchsförderpreis des Deutsch-Italienischen Übersetzerpreises.

## Übersetzungen
- Daria Bignardi: So glücklich wir waren, Berlin 2016
- Errico Buonanno: Akademie Pessoa, München 2008
- Caterina Bonvicini: Das kurze Jahr unserer Liebe, Frankfurt a. Main 2015
- Dino Buzzati: Die Tatarenwüste, Berlin 2012 (überarbeitete Übersetzung von Percy Eckstein und Wendla Lipsius)
- Charles Carillo: Sag bloß Mama nichts davon, München [u. a.] 2009
- Charles Carillo: Das Wunder kam beim Rasenmähen, München [u. a.] 2011
- Nikolas Catlow: Der tierische Doodle-Block, Würzburg 2010
- Nikolas Catlow: Der verrückte Doodle-Block, Würzburg 2010
- Antonio Garrido: Der Totenleser, Berlin 2012 (übersetzt zusammen mit Enno Petermann)
- Michela Murgia: Accabadora, Berlin 2010
- Michela Murgia: Camilla im Callcenterland, Berlin 2011
- Michela Murgia: Elf Wege über eine Insel, Berlin 2012
- Michela Murgia: Murmelbrüder, Berlin 2014
- Michela Murgia: Chirù, Berlin 2017
- Giorgio Panariello: Herz zugelaufen, München 2012
- Sarah Sajetti: Chiara, Simona und die anderen, Berlin 2012
- Michele Serra: Die Liegenden, Zürich, 2014
- Michele Serra: Kleine Feste, Zürich 2016
- Tinte aus Apulien, Hrsg. Michele Galgano (in Zusammenarbeit mit den Studenten der Università del Salento, Lecce)
- Jhumpa Lahiri: Das Wiedersehen., Hamburg 2024